# Comté de Nueces
Le comté de Nueces est un comté du Texas, aux États-Unis. Son siège est Corpus Christi. Sa population était de 353 178 habitants en 2020.

## Géographie
Le comté est parcouru par le Rio Nueces, le fleuve qui lui a donné son nom. Il est bordé par le golfe du Mexique à l'Est.
|                    | comté de San Patricio |  |
| comté de Jim Wells | comté de Nueces       |  |
|                    | comté de Kleberg      |  |

### Communautés
- Agua Dulce
- Banquete
- Bishop
- Corpus Christi
- Driscoll
- Ingleside
- La Paloma-Lost Creek
- North San Pedro
- Petronila
- Port Aransas
- Portland
- Rancho Banquete
- Robstown
- San Patricio
- Sandy Hollow-Escondidas
- Spring Garden-Terra Verde
- Tierra Grande

### Routes principales
- Interstate 37
- Interstate 69E
- U.S. Route 77
- U.S. Route 181
- Texas State Highway 44